# Férfi 1500 méteres síkfutás a 2015. évi nyári európai ifjúsági olimpiai fesztiválon
A 2015. évi nyári európai ifjúsági olimpiai fesztiválon az atlétikai versenyszámokat Tbilisziben rendezték. A férfi 1500 méteres síkfutás selejtezőit július 27-én, a döntőt pedig július 29-én rendezték.

## Rekordok
A versenyt megelőzően a következő rekordok voltak érvényben:
| Ifjúsági világrekord | Nicholas Kiptanui Kemboi (Kenya) | 3:33.72 |
| EYOF rekord          | Esteves Reyes (Spanyolország)    | 3:51.00 |

## Selejtező
Minden selejtezőcsoport első 4 helyezettje (Q) illetve a további legjobb 4 időeredménnyel (q) rendelkező sportoló jutott tovább a döntőbe. Minden nemzet egyetlen sportolóval képviselhette magát.
| H  | Csoport | Név                         | Nemzet           | E       | Mj   |
| -- | ------- | --------------------------- | ---------------- | ------- | ---- |
| 1  | 1       | Elzan Bibic                 | Szerbia          | 4:03.40 | Q    |
| 2  | 1       | Moïse Ahadi Yves Rususuruka | Svájc            | 4:05.44 | Q    |
| 3  | 1       | Kevin McGrath               | Írország         | 4:06.29 | Q    |
| 4  | 1       | Enrique Herreros Roig       | Spanyolország    | 4:06.70 | Q    |
| 5  | 1       | Vincenzo Grieco             | Olaszország      | 4:07.15 | q    |
| 6  | 2       | Artemiy Nikitin             | Oroszország      | 4:07.66 | Q    |
| 7  | 2       | Pierre Proust               | Franciaország    | 4:08.47 | Q    |
| 8  | 2       | Bram Anderiessen            | Hollandia        | 4:08.93 | Q    |
| 9  | 2       | Vladislav Tereshenok        | Fehéroroszország | 4:09.47 | Q    |
| 10 | 1       | Claudiu Daniel Mihaescu     | Románia          | 4:10.11 | q SB |
| 11 | 2       | Davit Abesadze              | Grúzia           | 4:10.25 | q SB |
| 12 | 1       | Ori Blank                   | Izrael           | 4:10.78 | q    |
| 13 | 1       | Niklas Lainto               | Finnország       | 4:11.42 |      |
| 14 | 2       | Edvins Vilde                | Lettország       | 4:12.00 |      |
| 15 | 2       | Thomas Engels               | Belgium          | 4:12.25 |      |
| 16 | 2       | Nikola Klarić               | Horvátország     | 4:14.01 |      |
| 17 | 2       | Karel Kulíšek               | Csehország       | 4:14.93 |      |

## Döntő
| H     | Név                         | Nemzet           | E       | Mj |
| ----- | --------------------------- | ---------------- | ------- | -- |
| Arany | Kevin McGrath               | Írország         | 4:01.11 |    |
| Ezüst | Elzan Bibic                 | Szerbia          | 4:01.62 |    |
| Bronz | Pierre Proust               | Franciaország    | 4:02.35 |    |
| 4     | Bram Anderiessen            | Hollandia        | 4:04.11 |    |
| 5     | Artemiy Nikitin             | Oroszország      | 4:05.44 |    |
| 6     | Moïse Ahadi Yves Rususuruka | Svájc            | 4:11.42 |    |
| 7     | Enrique Herreros Roig       | Spanyolország    | 4:14.42 |    |
| 8     | Claudiu Daniel Mihaescu     | Románia          | 4:16.66 |    |
| 9     | Vladislav Tereshenok        | Fehéroroszország | 4:16.70 |    |
| 10    | Vincenzo Grieco             | Olaszország      | 4:17.03 |    |
| 11    | Ori Blank                   | Izrael           | 4:17.93 |    |
| 12    | Davit Abesadze              | Grúzia           | 4:23.10 |    |